# Fechteuropameisterschaften 2001
Die Europameisterschaften im Fechten 2001 fanden vom 3. bis zum 8. Juli in Koblenz, und damit zum ersten Mal in Deutschland, statt. Es wurden insgesamt zwölf Wettbewerbe ausgetragen, nämlich für Damen und Herren jeweils Einzel- und Mannschaftswettbewerbe in Degen, Florett und Säbel. Da in den Einzelwettbewerben der dritte Platz nicht ausgefochten wurde und stattdessen beide beiden Halbfinalisten sich den dritten Platz teilten, gab es insgesamt zwölf Gold- und Silbermedaillen sowie 18 Bronzemedaillen zu gewinnen. Den Medaillenspiegel führte mit 7 Medaillen, darunter drei goldenen, Italien an, mit 9 Medaillen gewann Ungarn insgesamt die meisten Medaillen.

## Organisation
Schon 1997 wollte sich Koblenz für die Europameisterschaften bewerben, wurde aber vom Deutschen Fechter-Bund nicht unterstützt. 1999 bewarb sich neben Koblenz auch Berlin um die Ausrichtung, der Deutschen Fechter-Bund entschied sich für Koblenz, das anschließend auch von der European Fencing Confederation den Zuschlag erhielt. Schirmherr war der damalige Bundeskanzler Gerhard Schröder.

## Herren

### Degeneinzel
Am Degeneinzelwettbewerb der Herren nahmen 80 Fechter aus 27 Nationen teil.
| Platz | Sportler       | Land |
| ----- | -------------- | ---- |
| 1     | Wital Sacharau | BLR  |
| 2     | Paolo Milanoli | ITA  |
| 3     | Pawel Kolobkow | RUS  |
| 3     | Kaido Kaaberma | EST  |

### Degenmannschaft
Am Mannschaftswettbewerb im Herrendegen nahmen 20 Teams teil. Es gewann die Ukraine mit einem 45:40-Sieg gegen Deutschland. Dritter wurde Frankreich.
| Platz | Land        | Sportler                                                   |
| ----- | ----------- | ---------------------------------------------------------- |
| 1     | Ukraine     |                                                            |
| 2     | Deutschland | Daniel Strigel Jörg Fiedler Michael Flegler Fabian Schmidt |
| 3     | Frankreich  |                                                            |

### Floretteinzel
Am Floretteinzelwettbewerb der Herren nahmen 67 Fechter aus 22 Nationen teil.
| Platz | Sportler        | Land |
| ----- | --------------- | ---- |
| 1     | Simone Vanni    | ITA  |
| 2     | Adam Krzesiński | POL  |
| 3     | Ralf Bißdorf    | GER  |
| 3     | Attila Juhász   | HUN  |

### Florettmannschaft
Am Mannschaftswettbewerb im Herrenflorett nahmen 15 Teams teil. Es gewann Deutschland, das sich im Finale 45 zu 31 gegen Belgien durchsetzte. Dritter wurde Polen nach einem Sieg gegen Russland.
| Platz | Land        | Sportler                                                     |
| ----- | ----------- | ------------------------------------------------------------ |
| 1     | Deutschland | Ralf Bißdorf Lars Schache Christian Schlechtweg Dominik Behr |
| 2     | Belgien     |                                                              |
| 3     | Polen       |                                                              |

### Säbeleinzel
Am Säbeleinzelwettbewerb der Herren nahmen 49 Fechter aus 16 Nationen teil.
| Platz | Sportler             | Land |
| ----- | -------------------- | ---- |
| 1     | Stanislaw Posdnjakow | RUS  |
| 2     | Julien Pillet        | FRA  |
| 3     | Mihai Covaliu        | ROM  |
| 3     | Zsolt Nemcsik        | HUN  |

### Säbelmannschaft
Am Mannschaftswettbewerb im Herrensäbel nahmen 11 Teams teil.
| Platz | Land       | Sportler |
| ----- | ---------- | -------- |
| 1     | Russland   |          |
| 2     | Frankreich |          |
| 3     | Ungarn     |          |

## Damen

### Degeneinzel
Am Degeneinzelwettbewerb der Damen nahmen 86 Fechterinnen aus 28 Nationen teil.
| Platz | Sportler             | Land |
| ----- | -------------------- | ---- |
| 1     | Ildikó Mincza-Nébald | HUN  |
| 2     | Marina Fakhroutinova | RUS  |
| 3     | Hajnalka Király      | HUN  |
| 3     | Heidi Rohi           | EST  |

### Degenmannschaft
Am Mannschaftswettbewerb im Damendegen nahmen 20 Teams teil.
| Platz | Land     | Sportler |
| ----- | -------- | -------- |
| 1     | Ungarn   |          |
| 2     | Russland |          |
| 3     | Ukraine  |          |

### Floretteinzel
Am Floretteinzelwettbewerb der Damen nahmen 49 Fechterinnen aus 16 Nationen teil.
| Platz | Sportler          | Land |
| ----- | ----------------- | ---- |
| 1     | Valentina Vezzali | ITA  |
| 2     | Giovanna Trillini | ITA  |
| 3     | Edina Knapek      | HUN  |
| 3     | Sabine Bau        | GER  |

### Florettmannschaft
Die Teilnehmerzahlen beim Mannschaftswettbewerb im Damenflorett sind nicht bekannt.
| Platz | Land     | Sportler |
| ----- | -------- | -------- |
| 1     | Italien  |          |
| 2     | Ungarn   |          |
| 3     | Rumänien |          |

### Säbeleinzel
Am Säbeleinzelwettbewerb der Damen nahmen 39 Fechterinnen aus 11 Nationen teil.
| Platz | Sportler           | Land |
| ----- | ------------------ | ---- |
| 1     | Jelena Netschajewa | RUS  |
| 2     | Sandra Benad       | GER  |
| 3     | Orsolya Nagy       | HUN  |
| 3     | Ilaria Bianco      | ITA  |

### Säbelmannschaft
Am Mannschaftswettbewerb im Damensäbel nahmen 10 Teams teil. Im Finale gewann Deutschland gegen Italien mit 45 zu 41. Dritter wurden die Polinnen.
| Platz | Land        | Sportler                                                     |
| ----- | ----------- | ------------------------------------------------------------ |
| 1     | Deutschland | Sandra Benad Susanne König Stefanie Kubissa Sabine Thieltges |
| 2     | Italien     |                                                              |
| 3     | Polen       |                                                              |

## Medaillenspiegel
| Platz  | Land        | Gold | Silber | Bronze | Gesamt |
| ------ | ----------- | ---- | ------ | ------ | ------ |
| 1      | Italien     | 3    | 3      | 1      | 7      |
| 2      | Russland    | 3    | 2      | 1      | 6      |
| 3      | Deutschland | 2    | 2      | 2      | 6      |
| 4      | Ungarn      | 2    | 1      | 6      | 9      |
| 5      | Ukraine     | 1    | 0      | 1      | 2      |
| 6      | Belarus     | 1    | 0      | 0      | 1      |
| 7      | Frankreich  | 0    | 2      | 1      | 3      |
| 8      | Polen       | 0    | 1      | 2      | 3      |
| 9      | Belgien     | 0    | 1      | 0      | 1      |
| 10     | Rumänien    | 0    | 0      | 2      | 2      |
| 11     | Estland     | 0    | 0      | 2      | 2      |
| Gesamt | Gesamt      | 12   | 12     | 18     | 42     |